# Saimiri oerstedii
Saimiri oerstedii är en däggdjursart som först beskrevs av Johannes Theodor Reinhardt 1872.  Saimiri oerstedii ingår i släktet dödskalleapor och familjen cebusliknande brednäsor. IUCN kategoriserar arten globalt som sårbar.
Inga underarter finns listade i Catalogue of Life. Wilson & Reeder (2005) skiljer mellan 2 underarter.

## Utseende
Hannar är med en vikt av 750 till 900 gram större än honor som når 600 till 800 gram. Kroppslängden (huvud och bål) varierar mellan 28 och 33 cm och svanslängden är 33 till 43 cm. Pälsen har huvudsakligen en gulbrun färg som är på buken lite ljusare och på ryggen mera rödaktig. Markeringarna på huvudet som liknar en krona är hos arten mera svartaktig. Ansiktet (med undantag av den svarta nakna regionen kring munnen) och ibland bröstet är grå.

## Utbredning
Denna dödskalleapa förekommer i sydöstra Costa Rica och angränsande regioner av nordöstra Panama. Arten vistas främst i skogar vid vattendrag som ibland översvämmas vid högvatten men även i andra skogar.
Skogarna där arten lever består främst av träd från släktena Cecropia, Posoqueria, Vitex och av guavasläktet (Psidium) och har en undervegetation av buskar samt av växter från banansläktet (Musa), hummerklosläktet (Heliconia) och släktet Piper. I utbredningsområdet ligger den genomsnittliga årsnederbörden vid 4970 mm.

## Ekologi
Liksom andra dödskalleapor äter Saimiri oerstedii främst insekter och andra smådjur. Födan kompletteras med frukter, särskilt under den torra perioden. I viss mån ingår blad, unga växtskott och naturgummi i födan. Vuxna hannar och honor bildar tillsammans med sina ungar flockar med 20 till 75 medlemmar (ibland upp till 100 individer). Arten är främst aktiv på dagen. Den håller en längre rast under dagens hetaste timmar. En flock som undersöktes över en längre tid hade bara ett fåtal viloplatser i trädens kronor. Flockens revir var 176 hektar stort och det överlappade med andra flockars territorier. I motsats till Saimiri sciureus upprättar honor ingen hierarki och i motsats till svarthövdad dödskalleapa bildar hannar inga ungkarlsflockar.
I sällsynta fall äter Saimiri oerstedii fladdermöss av familjen bladnäsor (släkten Artibeus, Uroderma, Vampyressa) som bygger tältliknande konstruktioner av blad. Fladdermössen kan uppfatta vibrationer i tältets närhet och därför hoppar dödskalleapan på tältet för att få tag i bytet. I tält som lämnades av fladdermössen kan getingar av släktet Polybia etablera sina bon. Getingboet kastas mot marken och apan rullar åt sidan för att undvika bett.
Bland honor av denna art förekommer ingen hierarki. Honor byter ofta flock före parningstiden. De kan para sig varje år och per kull föds oftast en unge. Vanligen föds alla ungar i flocken ungefär samtidig under den torra perioden. Det är allmänt den största hannen i flocken som parar sig med flest honor. Dräktigheten varar 152 till 168 dagar. Ungarnas främsta naturliga fiender är rovlevande fåglar som gulstrupig tukan, prakthökörn och halsbandsskogsfalk. Vuxna exemplar faller dessutom offer för större rovfåglar, för ormar som kungsboa och lansorm (Bothrops asper) samt för olika däggdjur som pungråttor av släktet Didelphis, röd spindelapa, kapucinapa, vitnosad näsbjörn och tayra.